# Internationale Filmfestspiele von Cannes

Das Logo der Filmfestspiele

Die Internationalen Filmfestspiele von Cannes (französisch Festival de Cannes) zählen zu den bedeutendsten Filmfestivals der Welt. Sie werden seit 1946 jährlich im Mai an der Côte d’Azur veranstaltet. Hauptveranstaltungsort in Cannes ist das Palais des Festivals et des Congrès. Als Hauptpreis für den besten Film des Internationalen Wettbewerbs wird die Goldene Palme vergeben.
Im Jahr 2025 fand die 78. Festivalausgabe vom 13. bis 24. Mai statt.

## Geschichte

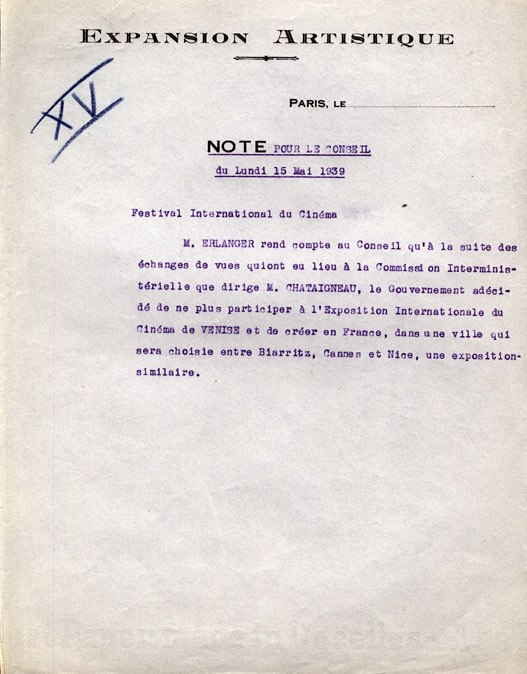
Notiz aus dem Jahr 1939 über die Entscheidung der französischen Regierung, künftig nicht mehr an den Internationalen Filmfestspielen von Venedig teilzunehmen, sondern ein eigenes Festival in Biarritz, Cannes oder Nizza auszurichten

Konzipiert wurden die Filmfestspiele auf Initiative des französischen Bildungs- und Kulturminister Jean Zay. Ursprünglich bereits für das Jahr 1939 geplant, fanden – verzögert durch den Zweiten Weltkrieg – die ersten Filmfestspiele in Cannes vom 20. September bis 5. Oktober 1946 statt. 1948 und 1950 fiel das Festival wegen Finanzierungsschwierigkeiten aus.
1955 wurde der beste Film erstmals mit der Goldenen Palme ausgezeichnet. Die von der französischen Juwelierin Lucienne Lazon entworfene Trophäe löste den bis dahin vergebenen Grand Prix ab.
Infolge der Pariser Mai-Unruhen wurde das Festival 1968 am 19. Mai abgebrochen. Bereits am Vorabend war Louis Malle als Mitglied der Jury zurückgetreten. Malle, François Truffaut, Claude Berri, Jean-Gabriel Albicocco, Claude Lelouch, Roman Polański, Miloš Forman und Jean-Luc Godard drangen in den Großen Saal des Palais des Festivals und forderten die Unterbrechung der Vorführung als Solidaritätsbekundung mit den streikenden Arbeitern und Studenten. Die Aktion wurde auch als Antwort auf die kurz zuvor erfolgte Entlassung von Henri Langlois aus dem Amt des Direktors der Cinémathèque française gewertet.
Anlässlich der 50. Filmfestspiele von Cannes wurde Ingmar Bergman in Anwesenheit zahlreicher früherer Preisträger mit einer „Palme der Palmen“ ausgezeichnet.
Seit Juli 2022 ist die Deutsche Iris Knobloch Präsidentin des Festivals. Sie ist die erste Frau und erste Nichtfranzösin in dieser Funktion.
Cannes gilt als eines der wichtigsten und prestigeträchtigsten Filmfestivals der Welt.

## Wettbewerbe und Preise

Palme d’Or in Gold

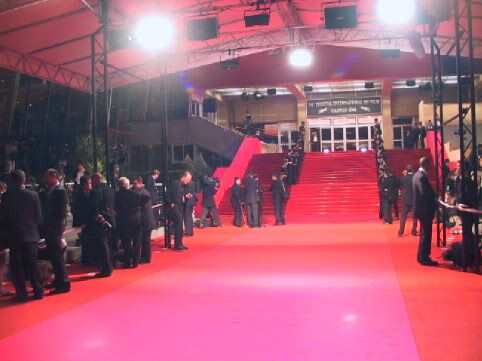
Der Rote Teppich

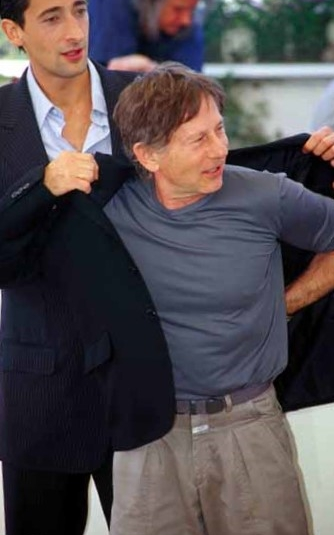
Roman Polański mit Adrien Brody (links) in Cannes, 2002

Die Filmpreise des Festivals von Cannes werden von einer jährlich neu zusammengestellten internationalen Jury vergeben, die hauptsächlich aus Filmschaffenden besteht. Der wichtigste Preis ist die Goldene Palme (Palme d’Or), mit der der beste Film des Wettbewerbs ausgezeichnet wird. Weitere von der Jury für einen Gesamtfilm vergebene Preise sind (in absteigender Ordnung) der Große Preis der Jury (Grand prix du jury), der Preis der Jury (Prix du Jury) sowie der (nicht jedes Jahr vergebene) Spezialpreis der Jury. Daneben gibt es Preise in den Einzelkategorien weiblicher Darsteller, männlicher Darsteller, Regie und Drehbuch.
Die Trophäen werden von dem Schweizer Juwelier Chopard in Genf hergestellt und gestiftet. Chopard verleiht ebenfalls Schmuck für die Prominenten.
Weitere Jurys zeichnen ebenfalls Wettbewerbsfilme aus. Am bedeutendsten sind der FIPRESCI-Preis der internationalen Filmkritik (Prix de la FIPRESCI) und der Preis der Ökumenischen Jury (Prix du Jury oecuménique).
Neben dem Hauptwettbewerb beinhaltet das Festival einen Kurzfilm-Wettbewerb mit der Goldenen Palme für Kurzfilme (Palme d’Or du court métrage), den Wettbewerb Cinéfondation, in dem Arbeiten von Filmstudenten prämiert werden, und die Reihe Un Certain Regard, in der seit 1998 der Prix Un Certain Regard vergeben wird.
Außer den Sektionen, die direkt zu den Filmfestspielen von Cannes gehören, gibt es drei Parallelsektionen, die in Kooperation mit dem Festival stattfinden.
Die Vereinigung SRF, Société des Réalisatrices et Réalisateurs führt mit ihrer Quinzaine des cinéastes (vor 2023: La Quinzaine des Réalisateurs) eine dieser Nebensektion des Festivals durch. Im Programm sind dokumentarische und szenische Kurz- sowie Langfilme.
Die Kritikerorganisation Syndicat français de la critique de cinéma organisiert die La Semaine Internationale de la Critique, auf der ebenfalls mehrere Preise vergeben werden. Die seit 1978 vergebene Goldene Kamera (Caméra d’Or) für ein Erstlingswerk dient dabei als Klammer, da der Preisträger von einer Jury aus Repräsentanten der drei Veranstaltungsträger aus den Wettbewerbsprogrammen aller drei Parallelveranstaltungen ausgewählt wird.
ACID (Association for the Distribution of Independent Cinema) organisiert ein Programm, das überwiegend aus Erstlingswerken zusammengestellt wird und in dem sowohl Dokumentar- als auch Spielfilme ab einer Länge von 60 Minuten gezeigt werden. Die Auswahl treffen ausschließlich Filmemacher.
| Kategorie                         | Originalbezeichnung             | verliehen seit |
| --------------------------------- | ------------------------------- | -------------- |
| Goldene Palme                     | Palme d’or                      | 1955           |
| Großer Preis der Jury             | Grand Prix                      | 1959           |
| Preis der Jury                    | Prix du Jury                    | 1952           |
| Beste Regie                       | Prix de la mise en scène        | 1946           |
| Bestes Drehbuch                   | Prix du scénario                | 1969           |
| Beste Darstellerin                | Prix d’interprétation féminine  | 1946           |
| Bester Darsteller                 | Prix d’interprétation masculine | 1946           |
| Goldene Palme – Bester Kurzfilm   | Palme d’or du court métrage     | 1953           |
| Goldene Kamera – Bester Debütfilm | Prix de la Caméra d’or          | 1978           |
| Ehrenpalme                        | Palme d’honneur                 | 2011           |

## Ehrungen
In Cannes werden auch immer wieder große Filmkünstler geehrt, so 1985 der François Truffaut, der 1958 als Kritiker in Cannes ausgeschlossen worden war, da seine Berichte als überkritisch empfunden wurden. Ein Jahr darauf erhielt er den Regie-Preis für sein Erstlingswerk, Sie küßten und sie schlugen ihn. Nach den Pariser Mai-Unruhen boykottierte Truffaut mit Kollegen die Filmfestspiele, die deshalb 1968 nicht stattfinden konnten. Ein Jahr nach Truffauts Tod versammelte Jeanne Moreau in Cannes Stars seiner Filme (Jean-Pierre Léaud, Claude Jade, Catherine Deneuve, Gérard Depardieu, Fanny Ardant) und präsentierte eine Hommage à François Truffaut, die Claude de Givray als Vivement Truffaut verfilmte.
Ein weiterer Ehrenpreis ist der Prix Orange, der seit 1960 jährlich von der Presse einem Schauspieler oder einer Schauspielerin zuerkannt wird. Preisträger waren u. a. Annie Girardot (1961), Fernandel (1964), Philippe Noiret (1972), Claude Jade (1975) und Jean Marais (1998).
Die Commission Supérieure Technique de l’Image et du Son verleiht für herausragende künstlerisch-technische Errungenschaften seit 1951 den Prix Vulcain de l’artiste technicien.
2018 vergab die Jury erstmals in der Geschichte des Festivals eine Palme d’Or spéciale an den französischen Regisseur Jean-Luc Godard, dessen Film Le Livre d’Image im Wettbewerb lief, aber keinen regulären Preis gewann. Mit dem neu geschaffenen Preis sollten sowohl der Film als auch Godards überragende Leistungen für das Kino gewürdigt werden.

## Auseinandersetzung mit Netflix
Die Einladung der Netflix-Eigenproduktionen The Meyerowitz Stories und Okja im Jahr 2017 rief kontroverse Diskussionen hervor. Grundsätzlich war sie konform mit den Statuten des Festivals, doch es missfiel, dass Netflix die übliche Reihenfolge der Filmverwertung nicht einhält, sondern statt im Kino direkt via Abruf (Video-on-Demand) veröffentlicht. Daraufhin wurden die Statuten mit Wirkung ab 2018 geändert. Seitdem muss jeder Film, um nominiert werden zu können, eine Kinoauswertung in Frankreich nachweisen. Diese lehnt Netflix jedoch ab, da damit eine dreijährige rechtliche Sperrfrist für die SVOD-Veröffentlichung (Abrufvideo per Abonnement) einhergeht.